# Carol Lewis
Carol Lewis, född 1963 i Birmingham, Alabama som lillasyster till Carl Lewis, är en amerikansk före detta friidrottare som främst tävlade i längdhopp.
Lewis var en av de bästa amerikanska längdhopparna under 1980-talet och vann bland annat de amerikanska mästerskapen 1982, 1983, 1985 och 1986. Hon representerade USA vid OS 1984 och 1988. Hon slog det nationella rekordet i längdhopp två gånger och tog en bronsmedalj vid VM i Helsingfors 1983. Hennes bästa resultat i karriären blev 7,04 meter.
Lewis valdes in i amerikanska friidrottsförbundets Hall of Fame 1998. Hon har haft ett långt förhållande med den svenske friidrottsmanagern Daniel Wessfeldt. Numera jobbar hon som friidrottskommentator hos det amerikanska TV-bolaget NBC.